# Port lotniczy Nimroz
Port lotniczy Nimroz (IATA: IMZ) – port lotniczy położony w miejscowości Dustmohammad, w Afganistanie.